# Христу, Андреас
Андре́ас Хри́сту (греч. Ανδρέας Χρήστου; род. 13 марта 2003, Кипр) — кипрский футболист, защитник клуба «Неа Саламина» и юношеской сборной Кипра.

## Клубная карьера
Христу является воспитанником футбольного клуба «Неа Саламина». В августе 2019 года впервые попал в заявку главной команды на матч чемпионата Кипра. Дебютировал в кипрском Дивизионе А 3 октября 2020 года в матче с «Пафосом», выйдя в стартовом составе.

## Карьера в сборной
В октябре 2019 года был впервые вызван в юношескую сборную Кипра на домашние отборочные матчи к чемпионату Европы. Христу принял участие во всех трёх матчах со Словакией, Францией и Гибралтаром. Киприоты заняли третье место в группе и в следующий раунд отбора не прошли.

## Статистика выступлений

### Клубная статистика
| Выступление      | Выступление      | Выступление      | Лига | Лига | Кубки | Кубки | Конт.кубки | Конт.кубки | Итого | Итого |
| Клуб             | Лига             | Сезон            | Игры | Голы | Игры  | Голы  | Игры       | Голы       | Игры  | Голы  |
| ---------------- | ---------------- | ---------------- | ---- | ---- | ----- | ----- | ---------- | ---------- | ----- | ----- |
| Неа Саламина     | Дивизион А       | 2019/20          | 0    | 0    | 0     | 0     | 0          | 0          | 0     | 0     |
| Неа Саламина     | Дивизион А       | 2020/21          | 1    | 0    | 0     | 0     | 0          | 0          | 1     | 0     |
| Неа Саламина     | Итого            | Итого            | 1    | 0    | 0     | 0     | 0          | 0          | 1     | 0     |
| Всего за карьеру | Всего за карьеру | Всего за карьеру | 1    | 0    | 0     | 0     | 0          | 0          | 1     | 0     |